# Kirellos IV. von Alexandria
Kirellos IV. oder Kyrillos IV. (* 1816; † 1861) war der 110. Papst von Alexandrien und Patriarch des Stuhles vom Heiligen Markus (Koptische Kirche).
Er ist als Begründer der koptischen Reformation bekannt. Er errichtete viele moderne Schulen. Die erste war das koptische Kollegium in der Nähe der Kathedrale, das eine der ersten modernen ägyptischen Schulen war. Hier wurde arabisch, englisch, französisch, türkisch und italienisch unterrichtet. Er besuchte die Klassen häufig und nahm an den Diskussionen teil. Viele ausländische Freunde besuchten das Kollegium, und ihre Anregungen wurden oft in die Praxis umgesetzt. Er errichtete die erste ägyptische Mädchenschule und die koptische Gewerbeschule. Seine Schule wurde rege kopiert, dadurch standen bald in ganz Ägypten koptische Schulen, in denen die Schüler in fremden, aber auch in ihren eigenen Religionen unterrichtet wurden. Er importierte die zweite ägyptische Druckmaschine, die erste war Eigentum der Regierung. Er nahm die Druckmaschine auf dem Bahnhof in Kairo eigenständig in Begleitung von Priestern und Diakonen in Empfang. Alle trugen kirchliche Gewänder und bezeugten dadurch dem gedruckten Wort eine außerordentliche Ehre. Er tat viel für die Reformation des klösterlichen Lebens, des kanonischen Rechtes und des Familienlebens. Er bewirkte z. B., dass die Brautleute vor der Heirat beichten und einen Eid ablegen mussten. Aufgrund der vielen Reformen, die er bewirkte, ist er als Vater der Reform (Abû al-Islâh) bekannt.
In seinen Beziehungen zu anderen Kirchen offenbarte er einen Pioniergeist im Ökumenismus. Er schuf ein so weitgehendes echtes und gegenseitiges Verständnis mit der griechischen und der russischen Kirche, dass der zeitgenössische griechische Patriarch während seiner langen Abwesenheit die griechisch-orthodoxe Kirche in seiner Obhut ließ. Beide zogen sich für ein gemeinschaftliches Leben und eine Rüstzeit eine Weile in das St.-Antonius-Kloster zurück.